# 中国建筑学会
中国建筑学会是中国建筑学领域的学术性团体，隶属于中国科学技术协会、住房和城乡建设部。

## 历史
中国建筑学会于1953年10月正式成立。1955年成为国际建筑师协会成员，1989年又成为亚洲建筑师协会成员。
目前学会下设建筑师分会、建筑施工分会、小城镇建筑分会、抗震防灾分会、建筑防火综合技术分会、建筑史学分会、工程管理研究分会、生土建筑分会、建筑经济分会、室内设计分会、工程勘察分会、建筑结构分会、建筑材料分会、地基基础分会、建筑电气分会、暖通空调分会、建筑物理分会、建筑热能动力分会、体育建筑分会、给水排水研究分会、工业建筑分会共22个直属分会。

## 历任理事长
注：标有符号*的为名誉理事长
- 第一届（1953年）：周荣鑫
- 第二届（1957年）：周荣鑫
- 第三届（1961年）：杨春茂
- 第四届（1966年）：阎子祥
- 第五届（1980年）：杨廷宝
- 第六届（1983年）：戴念慈
- 第七届（1987年）：戴念慈
- 第八届（1992年）：叶如棠
- 第九届（1996年）：叶如棠
- 第十届（2000年）： 宋春华、叶如棠*
- 第十一届（2005年）：宋春华、叶如棠*
- 第十二届（2011年）：车书剑

## 出版刊物
- 《建筑学报》
- 《建筑结构学报》
- 《建筑热能通风空调》
- 《建筑知识》
- 《工程勘察》
- 《小城镇建设》
- 《工程抗震》
- 《建筑电气》
- 《暖通空调》
- 《施工技术》
- 《室内设计与装修》
- 《建筑经济》
- 《亚洲建筑给水排水》